# Centaurium scilloides
Petite centaurée fausse scille
Espèce
La Petite centaurée fausse scille (Centaurium scilloides) est une espèce de plantes de la famille des Gentianacées.